# Amandha Lee
Amandha Lee, nome artístico de Amanda Camelo Bitencourt (Rio de Janeiro, 20 de novembro de 1978) é uma atriz brasileira.

## Biografia
Nascida em Copacabana, foi aluna do tradicional colégio de freiras Sacré-Coeur de Marie, no Rio.  Dos 12 aos 16 anos, participou de concursos de beleza, obteve boas colocações em competições como musa de clubes espalhados pelo Brasil, Miss Rio de Janeiro e o Garota de Ipanema. Resolveu aos 17 anos, romper os padrões e anunciou que não estudaria Direito conforme o sonho do pai, pegou o dinheiro dado para pagar o curso pré-vestibular de direito e investiu em um profissionalizante de interpretação na Casa das Artes de Laranjeiras. Nessa época fez alguns trabalhos como modelo que começou por acaso após fazer um teste para um clipe do cantor Babyface e ser aprovada. A participação no clipe, deflagrou uma série de convites para comerciais, principalmente para o Exterior, e estrelou uma campanha para uma grife de roupas da Dinamarca.

## Carreira
Estreou na televisão em uma pequena aparição em A Indomada, da Rede Globo, em 1997. Cinco anos depois, Amanda transformou uma participação de dois capítulos em um papel fixo na novela Coração de Estudante. No ano seguinte, viveu a índia Luzia na minissérie A Casa das Sete Mulheres  Em 2006, migrou para a RecordTV e teve seu primeiro papel de destaque, quando transformou a suburbana Betinha em uma das grandes vilãs do folhetim, Bicho do Mato. Na trama, Betinha, uma jovem interesseira que tentava arrumar um marido rico, tinha vergonha dos pais pobres e fingia ser rica para conquistar o playboy Tavinho, papel de Márcio Kieling. Em 2007, idealizou, produziu e atuou na peça H.I.A.T.O Outro papel de destaque, foi na pele da sensual antagonista Ivonete em Chamas da Vida, barraqueira, vive às turras com Carolina para conseguir de volta o amor de Pedro, mas não resiste aos encantos de Tomás. Formando um 'quarteto amoroso' com os personagens de Leonardo Brício,  e Bruno Ferrari. Em 2011, engordou 17 kg em apenas três meses para interpretar a cozinheira Margarida, uma mulher gordinha e romântica em Vidas em Jogo, sendo uma das dez protagonistas da trama que realizam um bolão para vencer na loteria.  No decorrer da novela a atriz emagreceu o montante que tinha engordado junto com a personagem, dando mais veracidade. Em 2017, no teatro, atua em Agora e Na Hora interpretando várias personagens, a Beata, a Secretária, a Garota de programa, a Mãe-de-santo, a Mãe e Médium. Em 2019, retorna a TV, após 8 anos, na série Cinema Café do canal Cine Brasil TV, no papel de Mariana, uma mulher rica, formando um triangulo amoroso com os personagens dos atores Bruno Ferrari e Paloma Duarte.

## Vida pessoal
Descendente patrilinearmente de americanos e árabes, e matrilinearmente de indígenas, negros, franceses e portugueses. Amandha Lee é uma atriz totalmente engajada no esporte e vida saudável, praticante do triathlon. É casada desde 2009 com o ex-jogador de vôlei Nalbert, com quem tem dois filhos, Rafaela e Vitor.

## Filmografia

### Televisão
| Ano  | Título                   | Personagem                        | Nota                                 |
| ---- | ------------------------ | --------------------------------- | ------------------------------------ |
| 1997 | A Indomada               | Shirley Jones                     | Episódio: "12 de agosto"             |
| 1998 | Corpo Dourado            | Ellen                             | Episódio: "21 de agosto"             |
| 2002 | Coração de Estudante     | Laura                             |                                      |
| 2003 | A Casa das Sete Mulheres | Luzia                             |                                      |
| 2003 | Sítio do Picapau Amarelo | Jacyra                            | Episódio: "Juca Pirama"              |
| 2004 | Um Só Coração            | Moema                             |                                      |
| 2004 | Como uma Onda            | Ylana Castanho                    |                                      |
| 2005 | Carga Pesada             | Maria                             | Episódio: "Por Trás da Lona"         |
| 2006 | Avassaladoras: A Série   | Felícia                           | Episódio: "Fixação"                  |
| 2006 | Bicho do Mato            | Alberta Chaves Nogueira (Betinha) |                                      |
| 2007 | Caminhos do Coração      | Felina                            | Episódios: "11 dezembro–1 fevereiro" |
| 2008 | Chamas da Vida           | Ivonete Amaro da Silva            |                                      |
| 2011 | Vidas em Jogo            | Margarida Fonseca dos Prazeres    |                                      |
| 2019 | Cinema Café              | Mariana                           |                                      |
| 2023 | Todas as Flores          | Delegada Rita Teixeira            |                                      |

### Cinema
| Ano  | Título   |
| ---- | -------- |
| 2019 | Whispers |

## Teatro

### Como atriz
| Ano     | Título                              | Personagem         |
| ------- | ----------------------------------- | ------------------ |
| 1997    | A Bela Adormecida                   | Flora              |
| 1998    | O Mágico de Oz                      | Doroty             |
| 2000    | Conflitos da Mente                  |                    |
| 2001    | Meu Doce Vampiro                    | Sheila             |
| 2002    | O Rei da Vela                       |                    |
| 2003–04 | Confidências e Confusões Masculinas | Mari               |
| 2006    | Minha Vida de Solteiro              | Sandrinha          |
| 2014    | Dona Macbeth                        | Lady Macbeth       |
| 2017–18 | Agora e Na Hora                     | Vários personagens |

### Como produtora
| Ano  | Título           |
| ---- | ---------------- |
| 2007 | Hiato            |
| 2019 | Uma Tal de Alice |

## Prêmios e indicações
| Ano  | Prêmio                      | Categoria                | Trabalho             | Resultado | Ref    |
| ---- | --------------------------- | ------------------------ | -------------------- | --------- | ------ |
| 2003 | Prêmio Contigo! de TV       | Melhor Atriz Revelação   | Coração de Estudante | Indicado  |        |
| 2009 | Prêmio Contigo! de TV       | Melhor Atriz Coadjuvante | Chamas da Vida       | Indicado  | [ 13 ] |
| 2012 | Troféu Inspiração do Amanhã | Homenagem                | Vidas em Jogo        | Venceu    | [ 14 ] |